# Piper PA-12 Super Cruiser
O Piper PA-12 Super Cruiser é uma aeronave monomotor, de asa alta, de três lugares americana equipada com trem de pouso convencional, produzida pela Piper Aircraft entre 1946-48. O PA-12 foi um Piper J-5 atualizado e redesenhado.

## Desenvolvimento
Quando Piper abandonou o sistema de designação J em troca do sistema PA, o J-5C tornou-se o PA-12 "Super Cruiser". Os J-5s anteriores eram propelidos por um motor Lycoming O-235, de 100 hp (75 kW) ou um Lycoming O-145, de 75 hp (56 kW). O novo PA-12 foi inicialmente equipado com um motor Lycoming O-235-C, de 108 hp (81 kW), protegido por uma nova carenagem, longarinas de metal nas asas e dois tanques de combustível de 71 l. Um motor Lycoming O-235-C1, de 115 hp (86 kW) era opcional.
O protótipo NX41561 (convertido de um J-5C) decolou pela primeira vez de Lock Haven, Pensilvânia, em 29 de outubro de 1945. O primeiro modelo de produção saiu das linhas de fabricação em 22 de fevereiro de 1946 e a produção em quantidade continuou até que o último exemplar de 3.760 construídos ser concluído em 18 de março de 1948.
O PA-12 é homologado para trens de pouso convencionais, esquis, flutuadores e também para pulverização agrícola .
As acomodações do cockpit consistem de um assento frontal, para o piloto e dois passageiros no assento traseiro, lado a lado. Ao contrário do J-3 Cub, o PA-12 voa solo desde o assento frontal.

## História Operacional

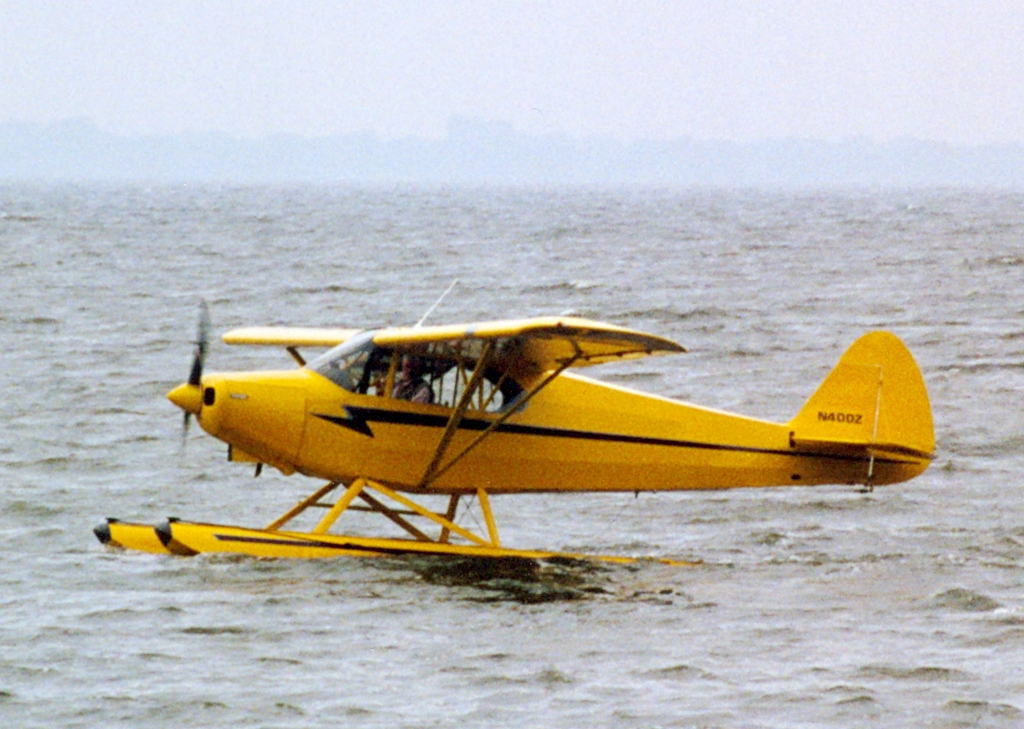
Piper PA-12S Super Cruiser

Muitos PA-12s foram modificados com motores mais potentes. Flaps e fuselagem de metal podem ser adicionados como modificações a aeronave original.
Em 1947, dois PA-12, nomeados como City of Washington e City of the Angels, voaram ao redor do mundo. A pior falha mecânica que sofreram foi uma bequilha rachada. A City of Washington foi preservado no Boeing Aviation Hangar, parte do Steven F. Udvar-Hazy Center em Chantilly, Virgínia . A City of Angels está em exibição no Piper Aviation Museum em Lock Haven, Pensilvânia .
Os PA-12 foram exportados para vários países, incluindo Bélgica, Canadá, França, Irlanda, Holanda, Suíça e Reino Unido. Muitos PA-12 ainda são operados por pilotos privados e o tipo é comumente visto na América do Norte. Em novembro de 2009, haviam ainda 1.688 aeronaves registradas nos EUA e 229 no Canadá .

## Variantes
- PA-12

Variante original, homologada em 24 de março de 1947.
- PA-12S

Segunda variante do modelo, homologado em 11 de agosto de 1948. Esta variante, com flutuadores, foi equipada um motor Lycoming O-290-D2, de 135hp (101 kW), para melhorar o desempenho de decolagem.

## Especificações (PA-12)
Dados de: Jane's All The World's Aircraft 1948
Descrições gerais
- Tripulação: 1 piloto
- Capacidade: 2 passageiros
- Comprimento: 6,96 m (23 ft)
- Envergadura: 10,81 m (35 ft)
- Altura: 2,08 m (6,8 ft)
- Área alar: 16,66 m² (179 ft²)
- Peso vazio: 431 kg (950 lb)
- Peso bruto (carregado): 794 kg (1 750 lb)
- Peso de decolagem: 795 kg (1 750 lb)
- Capacidade de combustível: 140 l (37,0 US-gal)

Motorização
- Número de motores: 1x
- Tipo do motor: Lycoming O-235-C de 104 hp (77,6 kW)
- Descrição do propulsor/hélice: Hélice bipá Sensenich, de passo fixo

Performance
- Velocidade máxima: 169 km/h (105 mph)
- Alcance: 970 km (603 mi)
- Razão de subida: 2.6 m/s
- Tecto de serviço: 5 500 m (18 000 ft)
- Carga alar: 47.7 kg/m²
- Pista máx. decolagem (MTOW): 150 m (492 ft)
- Distância para aterrissagem: 110 m (361 ft)

## Ver Também
- Piper J-3 Cub